# Tour de Nao
La tour de Nao, ou tour de Capo Nao est une grande tour de guet côtière datant du XVIe siècle située sur le cap Colonna, dans la (province de Crotone en Calabre),.

## Histoire
Charles Quint entreprit au XVIe siècle de vastes et impressionnants travaux de fortification sur les côtes calabraises, pour renforcer les structures défensives du royaume de Naples. Initialement, le projet lancé par le vice-roi Pierre Alvarez de Tolède prévoyait la construction de trois tours, à savoir la Torre di Capo Nao, la Torre Scifo et la Torre Mariedda. Cependant, seule la première tour a été construite, apparemment par Fabrizio Pignatelli, qui a commencé la construction en 1550 et l'a achevée vers 1568.
La tour était entièrement recouverte de grès, dont est également composé tout le cap Colonna. La tour a résisté aux incursions sarrasines et, bien que plus tard, en 1806, elle passe aux mains des Français, qui l'inclurent dans leur système douanier. Après la proclamation du royaume d'Italie, elle est devenue le siège du commandement de la Garde des finances, puis aujourd'hui c'est un petit centre archéologique.

## Description

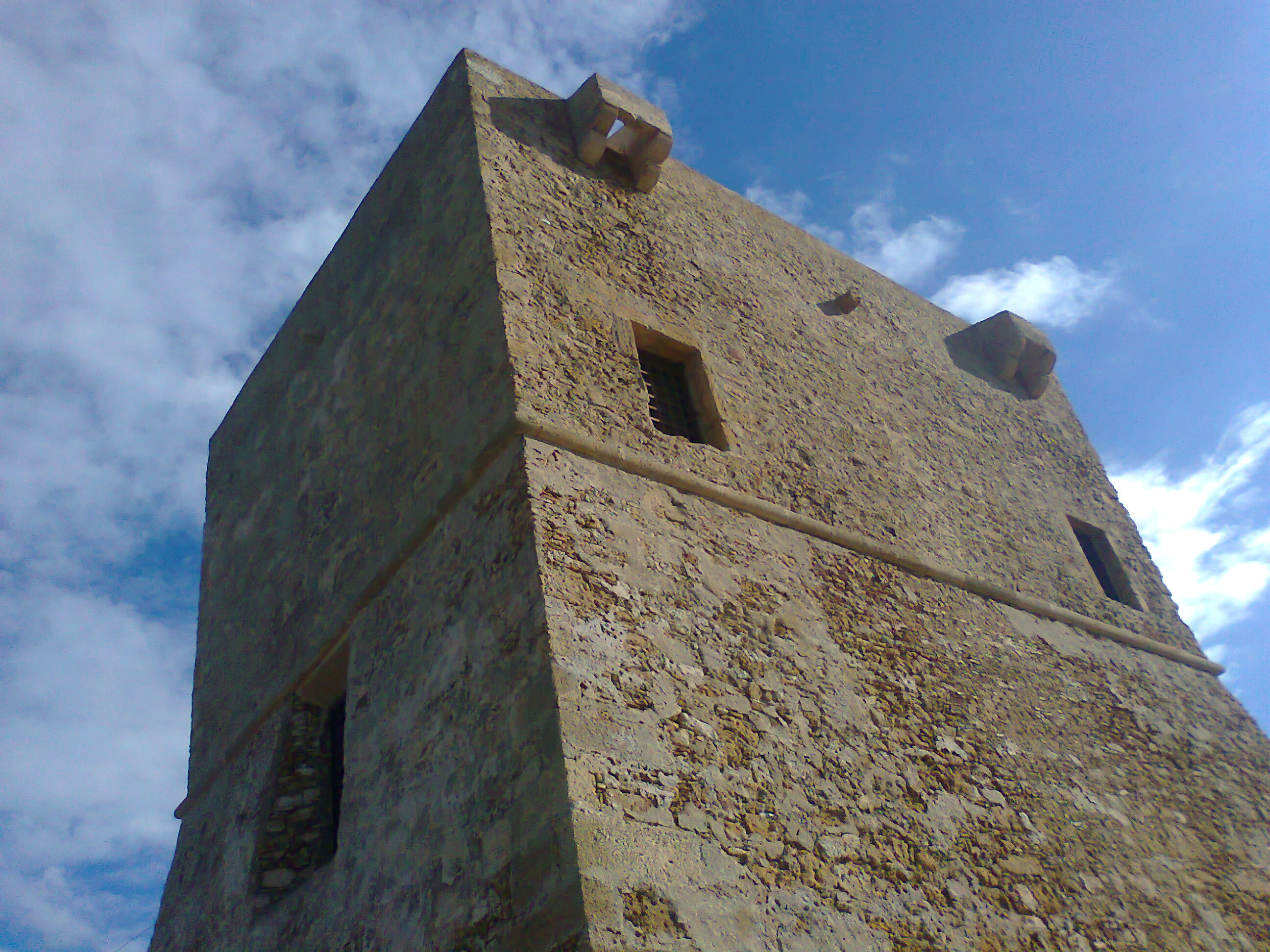

La tour est construite comme un élément de défense, composé d'une base carrée, d'apparence trapue et simple, mais à la fois massive et imposante. L'accès à la tour est surélevé, et pour y entrer, il faut monter trois volées d'escaliers, qui mènent à un petit pont-levis escamotable, qui peut être actionné via une poulie de l'intérieur. Ces deux détails rendaient la tour presque impénétrable et encore plus défendue, compte tenu également des différents éléments offensifs dont elle est équipée, comme plusieurs meurtrières pour arquebusiers, aujourd'hui transformés en simples fenêtres, et des mâchicoulis situés au sommet de la tour. Ce n'est qu'après la récente rénovation qu'une porte a été installée au rez-de-chaussée, pour permettre même les mesures d'urgence les plus élémentaires.

## Musée

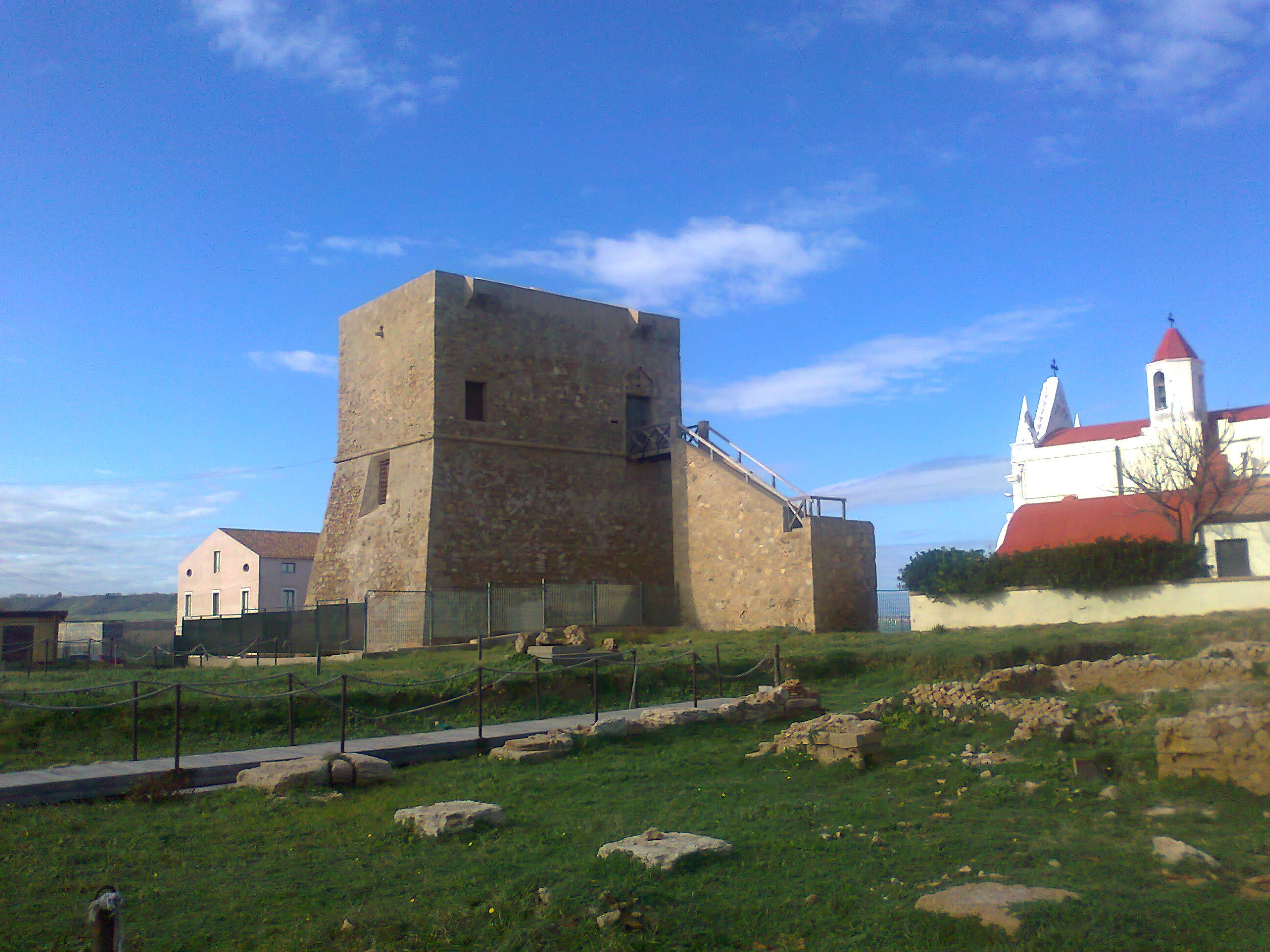

Après une phase de restauration interne et externe, la tour a été utilisée comme antiquarium, c'est-à-dire un petit musée dans lequel il est possible d'observer des découvertes archéologiques sous-marines de la région ; des découvertes archéologiques grecques et romaines, datant de 600 av. J.-C. à 200 apr. J.-C., toutes trouvées dans les fonds marins près du promontoire de cap Colonna, mais aussi dans toute l'Aire marine protégée de Capo Rizzuto.
Initialement, elle était utilisée pour l'exposition des découvertes trouvées dans la zone archéologique du Cap Colonna, mais avec le temps et l'augmentation du nombre de découvertes, le musée archéologique national de Crotone a été construit, dans lequel toutes les découvertes trouvées à l'intérieur ont été transférées à l'intérieur de la zone archéologique (même si certaines trouvailles ont été transportées au musée national de la Grande-Grèce de Reggio de Calabre) et a laissé un espace pour l'exposition dans la tour de nombreuses amphores, monnaies anciennes, céramiques, vases et marbres. De plus, en grimpant au sommet de la tour, on peut observer les côtes et les littoraux, ainsi que la ville de Crotone.